# Blessthefall
Blessthefall é uma banda de metalcore americana de Phoenix, Arizona. A banda foi formada em 2003 pelo guitarrista Mike Frisby, o baterista Matt Traynor, e o baixista Jared Warth. O álbum de estreia, His Last Walk, com o vocalista original Craig Mabbitt, foi lançado em 10 de abril de 2007. O segundo álbum de estúdio, Witness, com o atual vocalista Beau Bokan, foi lançado em 6 de outubro de 2009. E o terceiro álbum de estúdio, Awakening, foi lançado em 4 de outubro de 2011.
Segundo Jared, o significado por trás do nome da banda é que várias pessoas passam por momentos difíceis em suas vidas, e todo mundo precisa de uma mão amiga uma vez e por algum tempo, precisam de alguém que esteja lá para ir busca-lo quando se está sofrendo uma queda na vida.

## História

### Início eHis Last Walk(2003–2007)

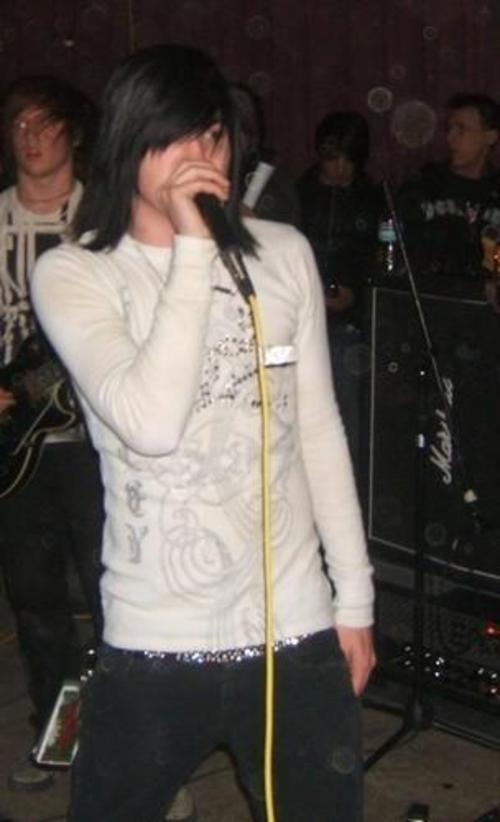
A banda se apresentando em 2007 com o vocalista original Craig Mabbitt.

O Blessthefall começou fazendo ensaios no tempo de ensino médio entre o guitarrista Mike Frisby, o guitarrista Miles Bergsma, o baterista Matt Traynor, e o baixista Jared Warth e, mais tarde, o vocalista Craig Mabbitt. Após Miles sair da banda para ingressar na Berklee College of Music, em Boston, lançaram um EP com 3 faixas em 2005 e adicionaram Eric Lambert na formação. Depois que fizeram vários shows locais, incluindo muitos shows com a banda Greeley Estates, atraiu bastante atenção de uma gravadora subsidiária da Warner, chamada Science Records, a banda então assina um contrato com ela para começar a gravar o seu álbum de estreia. Eles excursionaram com Alesana e Norma Jean em todo os Estados Unidos e Canadá. O seu álbum de estreia, His Last Walk, foi lançado em 10 de Abril de 2007, com críticas diversas. A banda completou todo o circuito da Warped Tour 2007 em todo o país. His Last Walk alcançou a posição #32 no U.S. Billboard Heatseekers.
A banda participou da turnê Black On Black com Escape the Fate, LoveHateHero, Before Their Eyes, e Dance Gavin Dance durante Setembro e Outubro de 2007, eles também fizeram parte da turnê Underground Operations e da turnê Loathing 2007, abrindo o palco para o Protest The Hero e All That Remains, juntamente com bandas de abertura, Threat Signal e o Holly Springs Disaster, e eram uma parte da turnê de atração principal do From First to Last, a partir 1 de Novembro com A Skylit Drive e Vanna.

### Saída de Mabbitt e entrada de Bokan (2008–2009)
Durante sua primeira turnê européia (com Silverstein) no final de 2007, Craig Mabbitt deixou a banda durante os shows no Reino Unido, porque ele sentiu que estava perdendo a infância de sua filha recêm nascida. Pelo resto da turnê, Jared Warth assumiu os vocais, ainda tocando baixo. Quando Mabbitt tentou voltar a banda, os membros da banda decidiram não deixá-lo entrar, preferiram seguir em frente sem ele. No dia 15 de Dezembro de 2007, postaram no Myspace uma nota anunciando a saída de Mabbitt, enquanto Mabbitt postou um boletim no seu MySpace pessoal afirmando sua vontade de voltar para a banda. Apesar da saída de Mabbitt, eles ainda continuam grandes amigos.
Após essa turnê, a banda decidiu procurar por um baixista temporário, para que Jared pudesse focar mais nos vocais. Aiden Louis, vocalista da banda Dead Whoever, entrou no grupo como baixista e vocalista de apoio. Esta foi a formação da banda durante a turnê Taste of Chaos durante 2008.
No início de 2008, a banda lançou um novo vídeo da música "Rise Up", do álbum His Last Walk. O vídeo foi (dirigido por Travis Kopach), e é o primeiro sem Mabbitt.
Mabbitt declarou que um dia depois que ele tinha terminado de gravar o primeiro álbum com Escape the Fate, This War Is Ours, ele recebeu um telefonema do Blessthefall pedindo-lhe para voltar para a banda, mas ele recusou. Ele sentiu que a banda sabia que ele tinha acabado de terminar um novo álbum e que era apenas um mau momento, especialmente quando Mabbitt implorou para voltar a banda nos últimos oito meses.
Finalmente, dia 26 de Setembro de 2008, a banda anunciou que um novo vocalista havia sido escolhido, Beau Bokan, após meses de procura. Bokan era o vocalista da banda Take the Crown, banda que lançou um álbum pela Rise Records no início de 2008, antes de acabar.

### Witness(2009–2010)

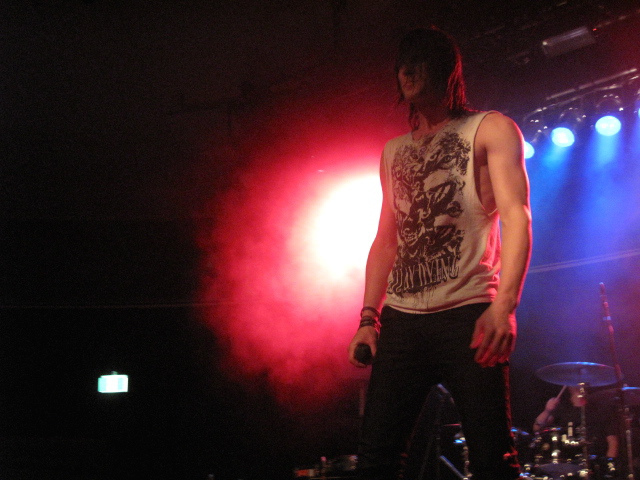
Beau Bokan em 2010.

Durante o mês de Fevereiro de 2009, a banda anunciou no Myspace que entrariam em estúdio em Maio do mesmo ano após a turnê com Silverstein, Norma Jean e Before Their Eyes. Em 13 de Maio anunciaram que haviam assinado com a Fearless Records.
Em 3 de Junho, foi anunciado que haviam oficialmente terminado de gravar seu novo álbum e que seria lançado no outono (do hemisfério norte). No início de sua turnê com August Burns Red e Enter Shikari, anunciaram que o álbum seria intitulado Witness. Em Julho, a banda lançou um clipe de música no seu blog do MySpace intitulada "God Wears Gucci", lançado no iTunes para download em 11 de Agosto de 2009. Em Setembro de 2009, a banda fez o uploud de outra faixa em sua página do MySpace intitulada "What's Left of Me". O álbum foi lançado em 6 de Outubro de 2009.
Em Junho de 2010 Blessthefall fez turnê na Nova Zelândia, em apoio de Saosin, e na Austrália, em apoio de Story of the Year e Saosin.
Após o lançamento do Witness, a banda co-liderou a turnê Atticus Fall, com as bandas Drop Dead, Gorgeous, e Vanna durante 10 de Outubro de 2009 até a 19 de Novembro. Outras bandas na turnê são Of Mice & Men e Let’s Get It.
Em Outubro de 2009, a banda anunciou no YouTube que eles estavam trabalhando em um vídeo da música "What's Left of Me", que foi lançado em 14 de Dezembro no MySpace.
Em 26 de Janeiro de 2010, Greeley Estates lançarão o No Rain, No Rainbow, com participações especiais de Beau Bokan e Jared Warth. O álbum também apresenta vocais do ex-vocalista, Craig Mabbitt.
A banda foi destaque no Punk Goes Classic Rock lançado em 27 de Abril de 2010, a banda fez um cover da música "Dream On" do Aerosmith.
A música, "To Hell and Back", lançado no Witness, foi lançado na trilha sonora do celular da Ubisoft Tom Clancy Splinter: Conviction. O trailer do jogo foi lançado em 9 de Abril de 2010.
Eles lançaram um videoclipe para a música "To Hell and Back" em 21 de Julho de 2010, e foram, então, no processo de gravação de um vídeo para a música "Hey Baby, Here's That Song You Wanted", confirmou através de seu Twitter. A banda foi fazendo um concurso para ver quem poderia fazer o melhor fã-made vídeo para ser incluído no final do vídeo da música.
O vídeo da música "Hey Baby, Here's That Song You Wanted" foi lançado em 4 de Novembro de 2010, e é uma curta-metragem dirigido por Chris Marrs Piliero. É uma paródia da comédia do filme de 2009 The Hangover, como todos os membros acordam sem saber o que aconteceu na noite anterior em um quarto bagunçado, um homem nu no porta malas do carro de Beau Bokan e começa a atacá-lo, e no final Jared Warth puxa seu telefone no casamento de Eric Lambert, mostrando imagens da noite anterior. O vídeo da música também faz referência ao cara do filme, Dude, Where's My Car? Quando Beau Bokan pergunta onde está seu carro e Mike Frisby responde: "Cara, é logo ali."

### Awakening(2011–2012)

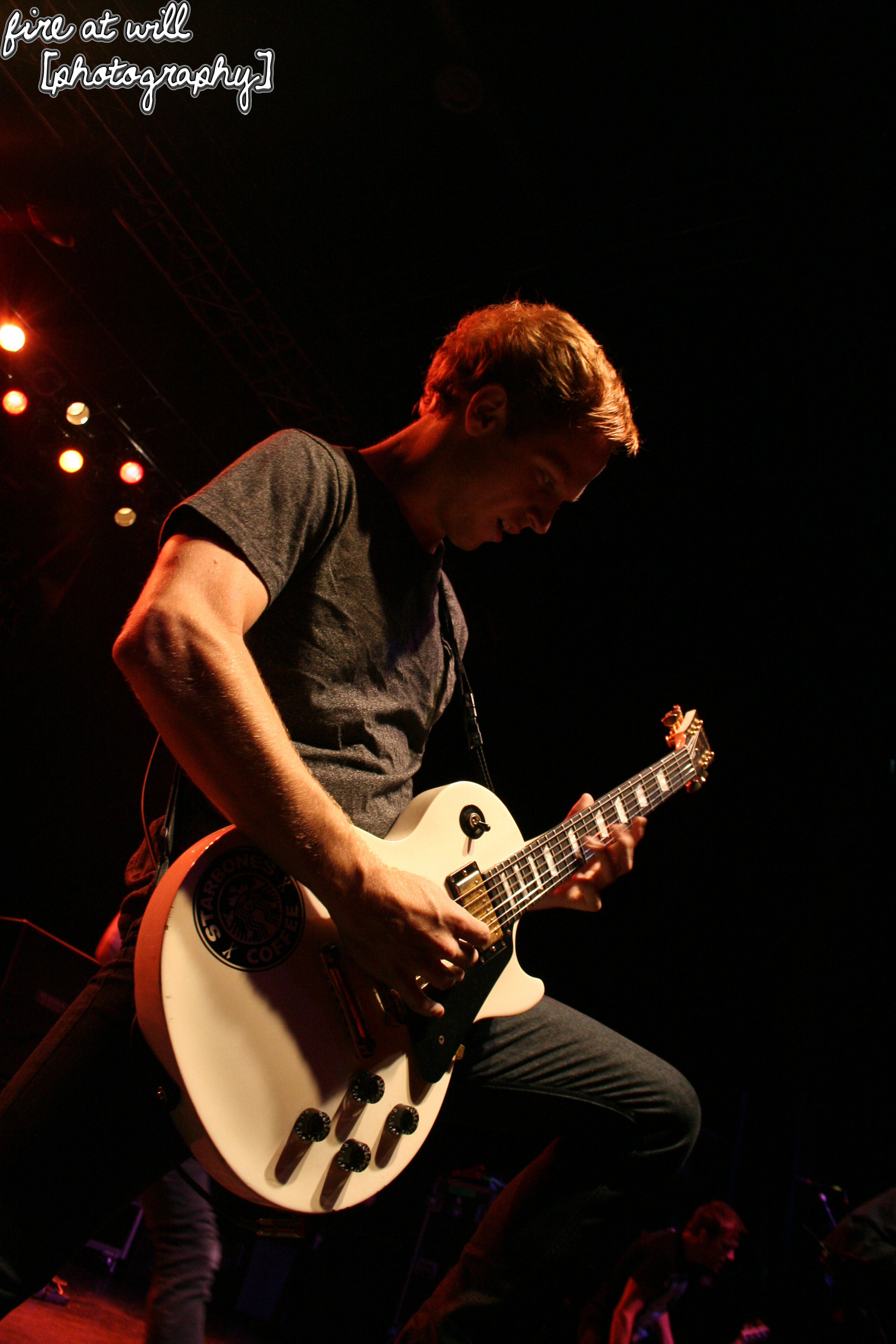
O guitarrista Eric Lambert na turnê All Stars em 2011.

Em 15 de Fevereiro de 2011, foi postado no Myspace da banda uma nota dizendo que Mike Frisby havia deixado Blessthefall por razões pessoais. Elliott Gruenberg entrou no seu lugar.
Beau Bokan confimou via Formspring que Blessthefall não participaria da Warped Tour 2011 pois entrariam em estúdio para gravar seu terceiro álbum. A gravação começou em Orlando, Flórida, em 17 de Maio de 2011. Disse também que o produtor será Michael "Elvis" Baskette, o mesmo que produziu o álbum anterior Witness.
A banda esperava apresentar vocalistas convidados, incluindo Ronnie Radke do Falling in Reverse, e Tim Lambesis do As I Lay Dying, mas mais tarde foi confirmado que não haveria vocalistas convidados.
O título do álbum, Awakening, a capa e lista de faixas foram anunciadas em 21 de Julho. Eles lançaram a música "Bottomfeeder" em 4 de Agosto e o primeiro single do álbum, "Promised Ones", foi lançado em 16 de Agosto. E o segundo, "40 Days ...", em 15 de Setembro. "40 Days..." não têm vocais gritados do Jared.
Blessthefall se juntou com Emmure, Alesana, Motionless in White e mais algumas bandas na turnê All Stars no final do verão. A banda será a atração principal da turnê Fearless Friends com o The Word Alive, Motionless in White, Tonight Alive e Chunk! No Captain Chunk!.
Eles lançaram o vídeo oficial de "Promised Ones" em 11 de Novembro de 2011, que se inicia com a música de introdução do Awakening. O vídeo é sobre os membros da banda se unindo com rebeldes e se preparando-se para uma guerra.
De acordo com uma entrevista em vídeo com Eric e Beau, Blessthefall planeja entrar em estúdio em Fevereiro para gravar um EP com Tim Lambesis do As I Lay Dying. Mais tarde, foi confirmado por Matt Traynor que não é verdade. Devido à restrições de tempo eles tiveram que adiar a gravação do EP até depois da Vans Warped Tour. Os planos para este EP já foram demolidos de acordo com o guitarrista, Eric Lambert em uma entrevista com o Bryan Stars.

### Hollow Bodies (2012)
A banda está atualmente escrevendo seu quarto álbum de estúdio que esta ainda sem título. As gravações do próximo álbum vai começar em 4 de Abril de 2013, e pode ser lançado em Julho ou Agosto de 2013. Foi confirmado que Joey Sturgis será o produtor do próximo álbum.
Em 18 de Janeiro de 2013, a banda foi anunciada como parte da Warped Tour 2013 ao lado de Motion City Soundtrack, Big D and the Kids Table, Itch, Echosmith e Goldhouse.
Em 26 de Janeiro de 2013, foi anunciado que Vic Fuentes do Pierce the Veil está trabalhando em novas músicas com o Blessthefall.
De acordo com a Fearless Records, o quarto álbum da banda, Hollow Bodies, será lançado no dia 20 de agosto. Em 10 de junho, a banda revelou a capa do álbum, juntamente com a tracklist.

### To Those Left Behind,Hard Feelingse Inatividade (2015–2022)

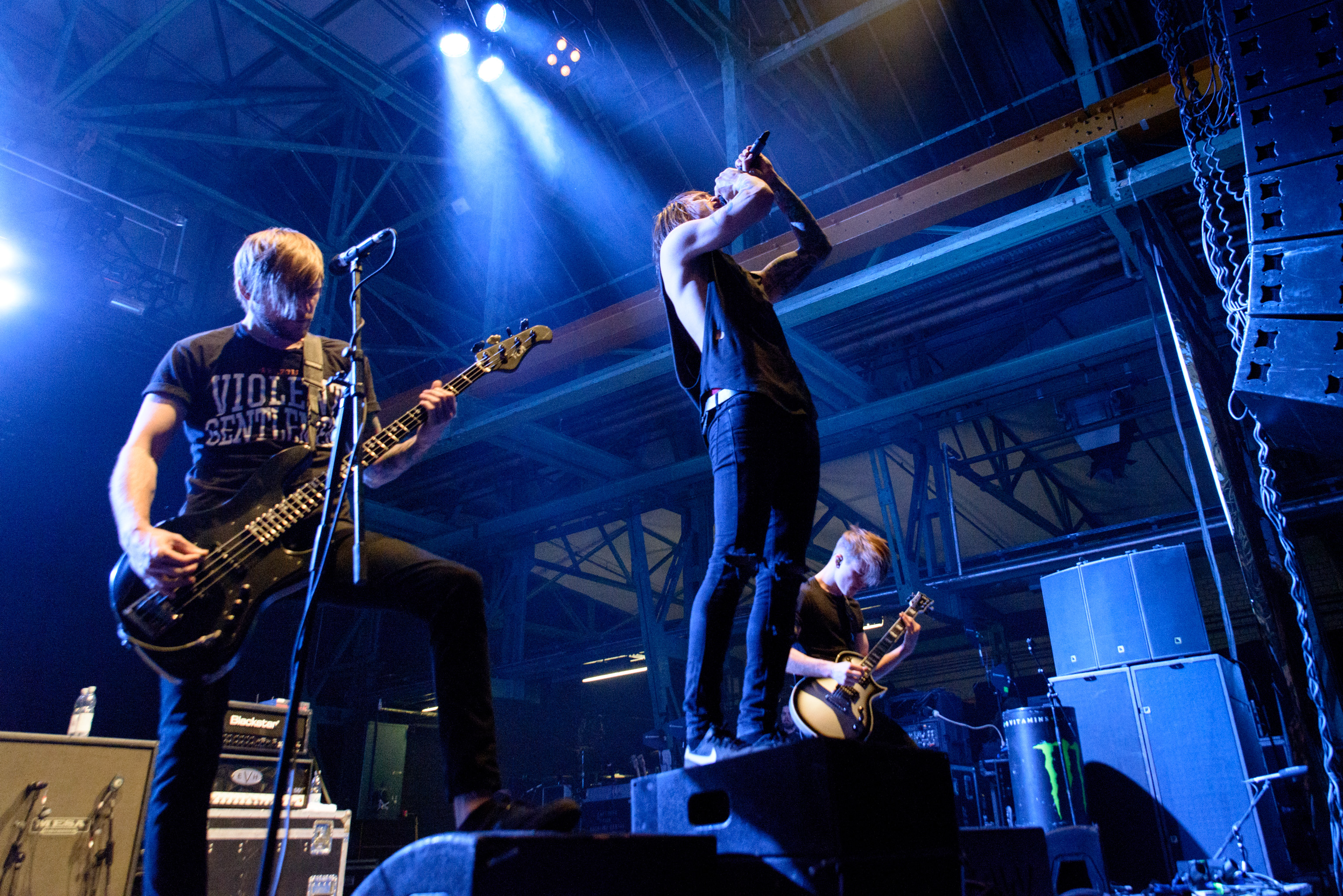
Blessthefall performing in Germany in 2016

Em 1º de maio de 2015, a banda anunciou que estava trabalhando em um novo álbum. Em 11 de junho de 2015, eles anunciaram que seria intitulado To Those Left Behind. Foi lançado em 18 de setembro de 2015. No dia 14 de julho, a banda lançou o áudio oficial da música "Up in Flames" do álbum
Em 4 de agosto, a banda anunciou a data de lançamento de seu segundo single, "Walk on Water", que foi lançado em 7 de agosto junto com as encomendas online.
Em 28 de setembro de 2016, a banda anunciou que estava em turnê com Crown the Empire, New Years Day, e Too Close to Touch. A banda foi anunciada em 22 de março de 2017 para tocar na Warped Tour 2017.
Em 26 de janeiro de 2018, eles anunciaram que assinaram um novo contrato de gravação com Rise Records. Seu sexto álbum de estúdio, Hard Feelings, foi lançado pela Rise Records, em 23 de março.
Em 17 de agosto de 2018, o baterista Matt Traynor anunciou que deixaria a banda após a atração principal da turnê Hard Feelings com The Word Alive, citando sua família como o principal motivo.
Após uma turnê de aniversário de dez anos para Witness na segunda metade de 2019, a banda deixou de atualizar suas contas de mídia social, com o último tweet postado em 9 de janeiro de 2020. Em dezembro de 2022, os quatro membros restantes removeram a banda de seus perfis pessoais nas redes sociais, dando a entender que a banda havia chegado a um fim tranquilo.

### Retorno (2023–atualidade)
Em maio de 2023, as redes sociais da banda voltaram a ativa, onde anunciaram o retorno do grupo. Em 23 de maio, a banda anuncia um novo single "Wake The Dead". Em 2024 anunciaram uma turnê pela América Latina, com dois shows no Brasil, e tocaram no festival Dex Fest, da banda japonesa Dexcore.

## Integrantes

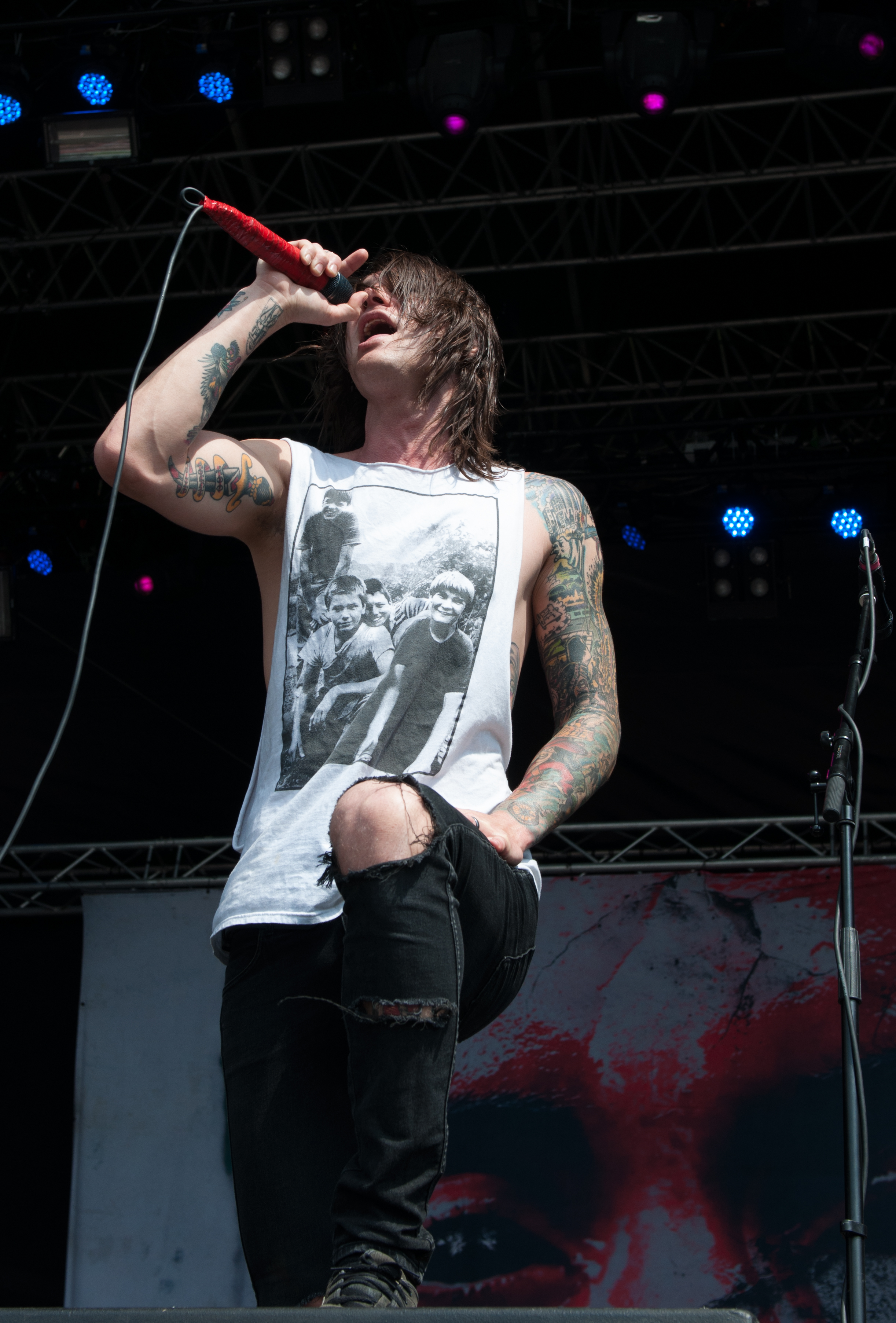
Beau Bokan, 2014
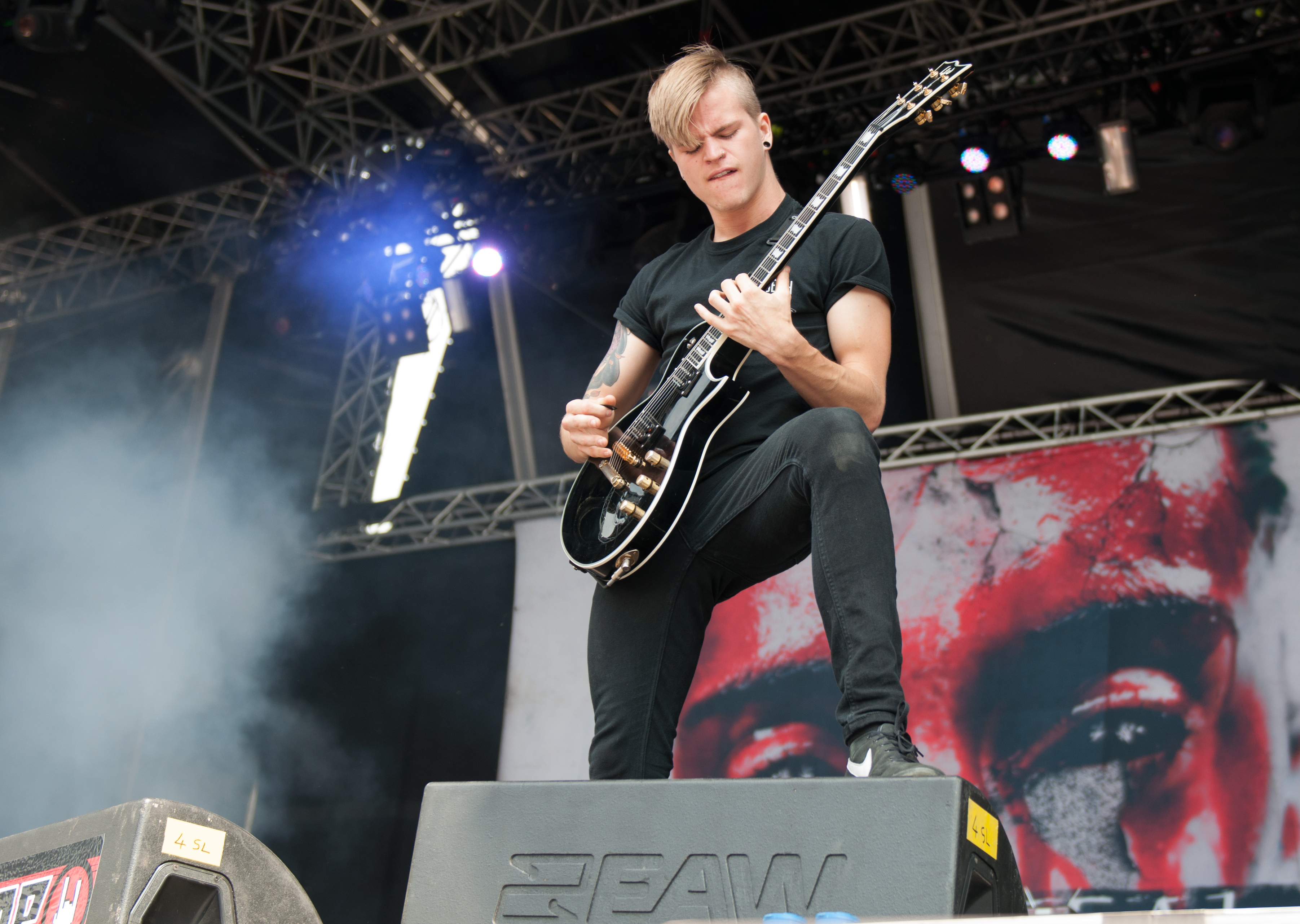
Elliott Gruenberg, 2014
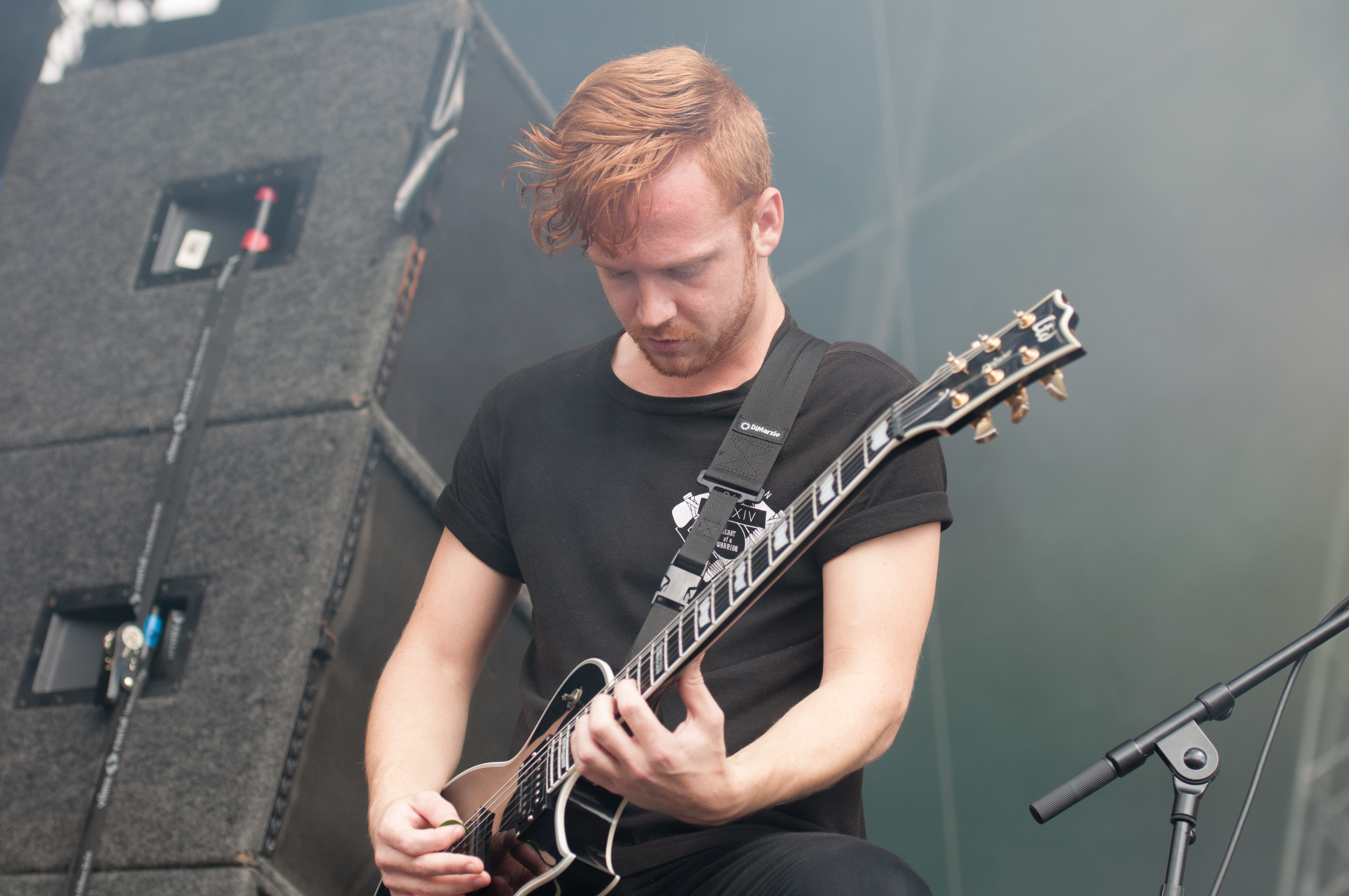
Eric Lambert, 2014
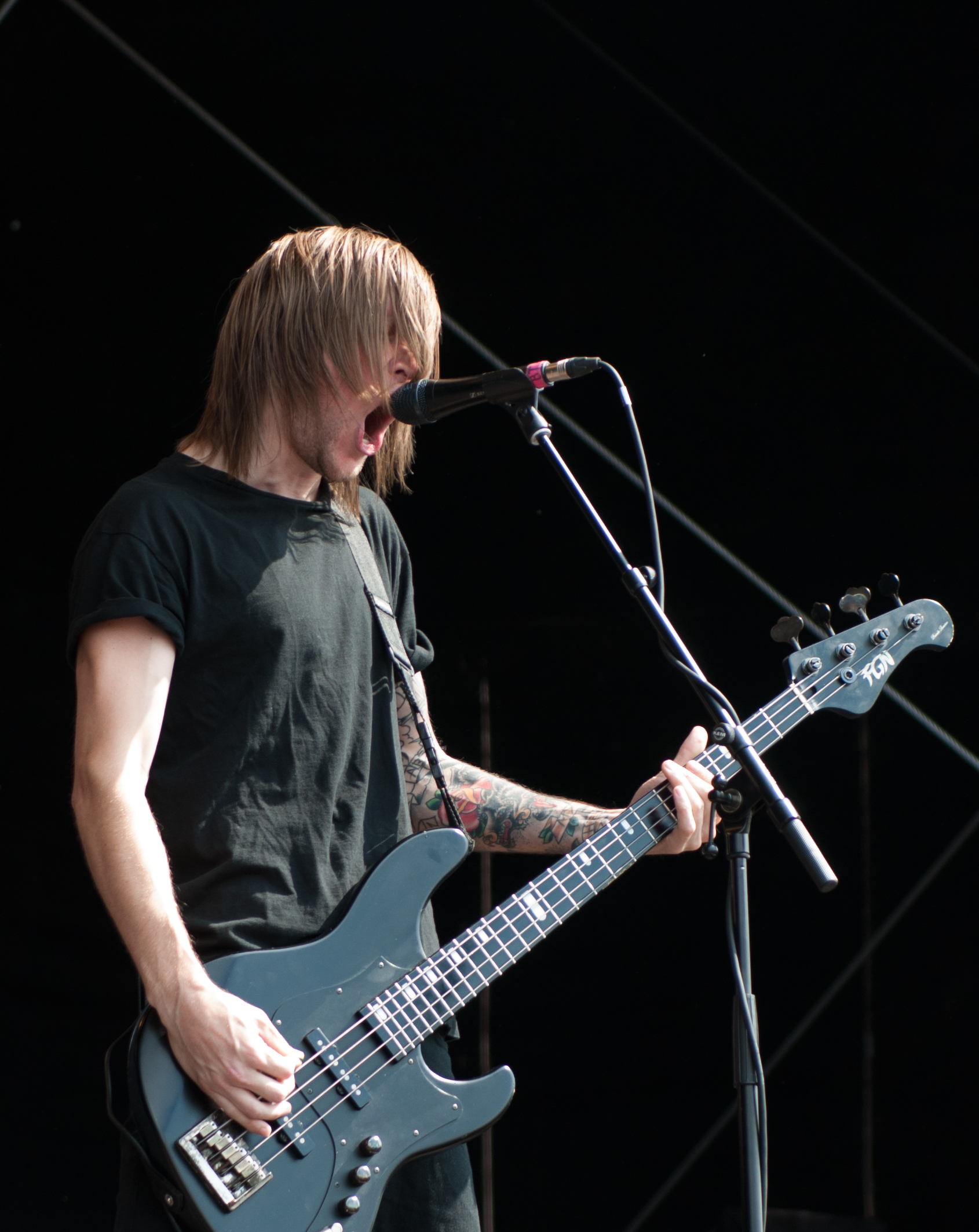
Jared Warth, 2014

| Atuais - Jared Warth – vocais (2004–presente), baixo (ao vivo: 2004–2007, 2008–presente, em estúdio: 2004–presente), teclados (2005–2008) - Eric Lambert – guitarra solo (2005–presente), backing vocals (2008–presente), vocais (2007–2008) - Beau Bokan – vocais, teclados (2008–presente) - Elliott Gruenberg – guitarra base, backing vocals (2011–presente) | Antigos - Matt Traynor – bateria (2004–2018) - Andrew Barr – teclados (2004–2005), vocais (2004) - Miles Bergsma – guitarra solo (2004–2005) - Craig Mabbitt – voz (2004–2007) - Aiden Louis – baixo (2007–2008; músico de apoio) - Mike Frisby – guitarra base (2004–2011) |

## Discografia
Álbuns de estúdio
- His Last Walk (2007)
- Witness (2009)
- Awakening (2011)
- Hollow Bodies (2013)
- To Those Left Behind (2015) [40][41]

## Videografia
| Ano                                      | Titúlo                                  | Diretor             |  |
| ---------------------------------------- | --------------------------------------- | ------------------- |  |
| 2006                                     | "Black Rose Dying"                      | —                   |  |
| 2006                                     | "Times Like These"                      | —                   |  |
| 2007                                     | "Higinia"                               | Darren Doane        |  |
| 2007                                     | "Guys Like You Make Us Look Bad"        | Endeavor Media      |  |
| 2007                                     | "A Message to the Unknown"              | —                   |  |
| 2008                                     | "Rise Up"                               | Travis Kopach       |  |
| 2008                                     | "To Hell and Back" (Versão demo)        | —                   |  |
| 2009                                     | "What's Left of Me"                     | Darren Doane        |  |
| 2010                                     | "To Hell and Back"                      | Hannah Lux Davis    |  |
| 2010                                     | "Hey Baby, Here's That Song You Wanted" | Chris Marrs Piliero |  |
| 2011                                     | "Bottomfeeder"                          | —                   |  |
| 2011                                     | "Promised Ones"                         | Nate Weaver         |  |
| 2012                                     | "40 Days..."                            | Drew Russ           |  |
| 2013                                     | "You Wear A Crown But You're Not King"  | —                   |  |
| 2015                                     | "Walk on Water"                         | —                   |  |
| 2015                                     | "Up in Flames"                          | —                   |  |
| 2018                                     | "Hard Feelings"                         | —                   |  |
| 2023                                     | "Wake The Dead"                         | —                   |  |
| "—" indica que o diretor é desconhecido. |                                         |                     |  |